# Bajorski Gaj
Bajorski Gaj – osada w Polsce położona w województwie warmińsko-mazurskim, w powiecie kętrzyńskim, w gminie Srokowo, w sołectwie Bajory Wielkie. W latach 1975–1998 miejscowość administracyjnie należała do województwa olsztyńskiego.